# Das Land des Lächelns (Operette)
Das Land des Lächelns ist eine romantische Operette in drei Akten von Franz Lehár. Der Text stammt von Ludwig Herzer und Fritz Löhner-Beda nach einer Vorlage von Victor Léon. Zunächst hieß das Bühnenstück Die gelbe Jacke. Das Stück spielt in Wien und Peking im Jahre 1912.
Die Uraufführung des Stückes in seiner ersten Fassung unter dem Titel Die gelbe Jacke fand am 9. Februar 1923 in Wien statt; unter dem Titel Land des Lächelns wurde es erstmals am 10. Oktober 1929 im Berliner Metropol-Theater aufgeführt.

## Orchester
Zwei Flöten (2. auch Piccolo), zwei Oboen, zwei Klarinetten, Saxophon, zwei Fagotte, vier Hörner, zwei Trompeten, drei Posaunen, Tuba, eine Harfe, Celesta, großes Schlagwerk und Streicher; Bühnenmusik: Violine, Violoncello und Klavier; 2 Piccoloflöten, 4 Aida-Trompeten, Große Trommel, Kleine Trommel, Militärtrommel, Becken, Tamtam, Glockenspiel.

## Handlung
Lisa, die verwöhnte Tochter des Grafen Lichtenfels, verliebt sich bei einem Fest im Hause ihres Vaters in den chinesischen Prinzen Sou-Chong. Seine verhaltene Leidenschaft, verbunden mit der exotischen Aura seines Auftretens, beeindruckt sie sehr. Prinz Sou-Chong erwidert ihre Gefühle, und entgegen den Warnungen ihres Vaters folgt sie ihrer Liebe nach China. In China jedoch wird das verliebte Paar bald auf den Boden der gesellschaftlichen Wirklichkeit zurückgeworfen. Die Unvereinbarkeit ihrer Charaktere wird ihnen mehr und mehr bewusst. Lisas früherer Verehrer, Graf Gustav von Pottenstein (genannt Gustl), der ihr nach China nachgereist ist, spendet ihr Trost. Sou-Chong wird von seinem sittenstrengen Onkel aufgefordert, wie ein alter Brauch es verlangt, vier Mandschu-Mädchen zu heiraten. Als er dieser Tradition folgt, stürzt er Lisa in tiefe Verzweiflung. Diese plant daraufhin, getrieben von der Sehnsucht nach ihrem früheren Leben, gemeinsam mit Gustl die Flucht aus dem Palast. Sou-Chong durchkreuzt ihren Plan, doch er erkennt, dass er Lisa nicht halten kann, und lässt sie mit einem traurigen Lächeln ziehen.

## Rezeption
Das Land des Lächelns ist nach der Lustigen Witwe Lehárs erfolgreichste Operette. Sie wurde von Anfang an vom Publikum gut aufgenommen und wird bis heute an vielen Theatern gespielt. Das Werk gehört zur letzten Schaffensphase des Komponisten und trägt opernhafte Züge. Die Handlung und die Musik sind dramatischer gestaltet als in den frühen Werken des Komponisten und es gibt kein Happy End. Auch in diesem von Lehár als Romantische Operette bezeichneten Werk wurden wieder einige Lieder speziell auf den Tenor Richard Tauber zugeschneidert. Das Werk nimmt in gewisser Weise eine Sonderstellung im Schaffen Lehárs ein, weil es das einzige dauerhaft erfolgreiche Remake des Komponisten war. Er hat im Laufe der Jahre immer wieder versucht, einigen erfolglosen Operetten durch Neubearbeitungen und unter neuem Titel neues Leben einzuhauchen. Mit Schön ist die Welt (ein Remake der Operette Endlich Allein) gelang ihm zwar ein vorübergehender, aber kein bleibender Erfolg. Alle anderen Versuche dieser Art schlugen fehl. Nur das Land des Lächelns schaffte als Neubearbeitung der Gelben Jacke den großen Durchbruch.

## Musiknummern der Operette

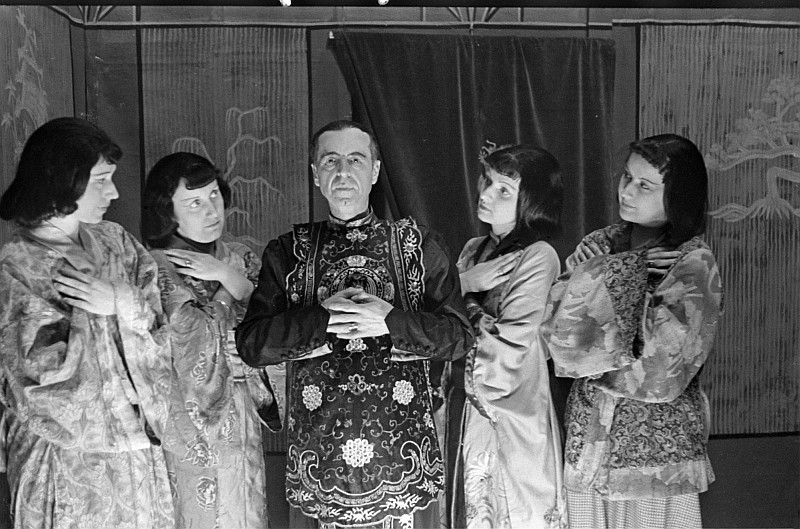
Szenenbild einer Inszenierung in Berlin im September 1945

Aus dieser Operette stammt das berühmte Tenorlied Dein ist mein ganzes Herz, das unter anderem durch Interpretationen von Richard Tauber weltbekannt wurde.
Der Klavierauszug vom Glockenverlag Wien (Originalausgabe des Komponisten) enthält folgende Musiknummern:
Ouvertüre

Nr. 1: Hoch soll sie leben Introduktion und Entree (Lisa, Gustl und Chor):

Nr. 1 1⁄2: Ah, Ah Liedchen (Lisa)

Nr. 2: Freunderl mach dir nix draus (Duett: Lisa, Gustl)

Nr. 3:  Immer nur Lächeln (Lied: Sou-Chong)

Nr. 4: Bei einem Tee a deux (Duett: Lisa, Sou-Chong)

Nr. 5: Von Apfelblüten einen Kranz (Lied Sou-Chong)

Nr. 6: Finale I Wir sind allein (Szene: Lisa, Sou-Chong)

Nr. 7: Vorspiel zum 2. Akt (Orchester)

Nr. 7 1⁄2: Introduktion und Auftritt Sou-Chongs

Nr. 8: Wer hat die Liebe uns in Herz gesenkt (Duett: Lisa, Sou-Chong)

Nr. 9:  Im Salon zur blau'n Pagode (Tanzlied: Mi)

Nr. 10: Meine Liebe, deine Liebe (Duett: Mi, Gustl)

Nr. 11: Dein ist mein ganzes Herz (Lied: Sou-Chong)

Nr. 12:  Ich möcht wieder einmal die Heimat sehen (Lied: Lisa)

Nr. 12 1⁄2: Chinesischer Hochzeitszug (Lisa, Tschang, Sou-Chong, andere Teilnehmer am Hochzeitszug)

Nr. 13: Finale II Mit welchem Recht (Lisa, Sou-Chong)

Nr. 14: Märchen vom Glück (Lied: Lisa und Sklavinnen)

Nr. 15: Zig, zig, zig …Wenn die Chrysanthemen blühen (Duett: Mi, Gustl)

Nr. 15 1⁄2: Wie rasch verwelkte doch (Reminiszenz: Mi)

Nr. 16: Finale III Dieselbe Sonne (Lisa, Mi, Sou-Chong, Gustl)
Für die Nummern 7 bzw. 7 1⁄2 hat der Komponist alternativ noch pompösere Versionen zur Eröffnung des 2. Aktes angeboten und es den Theatern freigestellt zwischen den Versionen zu wählen. Die pompösere Variante dürfte aus dem Ursprungswerk Die gelbe Jacke stammen.

## Entstehungsgeschichte
Die Idee zur Handlung der Gelben Jacke hatte Lizzy Léon, die auch das Manuskript schrieb. Ihr Vater Viktor Léon übernahm es für zehn Prozent der anfallenden Tantiemen. Das Manuskript sah einen Maharadscha als Hauptdarsteller vor. Durch den chinesischen Prinzen Sukong ließ sich Léon in die damaligen chinesischen Sitten einführen. Statt eines Maharadschas machte er einen chinesischen Prinzen namens Sou-Chong zum Hauptdarsteller und gab der Operette den Titel Die gelbe Jacke entsprechend der Zeremonie, bei der ein Ministerpräsident mit einer gelben Jacke bekleidet wurde. Den Text zu Sou-Chongs Auftrittslied Immer nur lächeln schrieb Léons Ehefrau Ottilie. Die gelbe Jacke unterschied sich insofern von Land des Lächelns, da im Vorgängerstück der Prinz nicht gewillt ist, seiner Liebe zu entsagen, und auf die für ihn vorgesehenen Ehefrauen und die politische Verantwortung verzichtet und stattdessen Lisa heiratet. Diese eheliche Verbindung erregte nach Lehárs Worten, der sie später verteidigte, bei manchen Personen „Befremden“.
Hubert Marischka war der erste Prinz Sou-Chong. Die gelbe Jacke war kein großer Erfolg. So wurden die Autoren Ludwig Herzer und Fritz Löhner-Beda mit der Neubearbeitung der Operette für Richard Tauber betraut. Löhner-Beda verlegte die Passage

„Duft strömt aus deinem Haar und deine Haut ist wie Parfüm…“

aus dem ersten in den zweiten Akt und textete stattdessen

„Dein ist mein ganzes Herz, wo du nicht bist, kann ich nicht sein…“

Auch Komponist Lehár änderte große Teile der Musik. In Spanien nannte man die Operette El pais de la sonrisa. Léon wählte die Übersetzung Das Land des Lächelns zum neuen Titel.

## Unterschiede zur Gelben Jacke
Die gelbe Jacke unterscheidet sich in vielen Punkten von ihrem späteren Remake. Im vorigen Abschnitt wurde bereits das Lied Dein ist mein ganzes Herz erwähnt, dessen Text verändert und die Platzierung im Stück günstiger gestaltet wurde. Norbert Linke hat auf den Seiten 96 und 97 seiner Lehár-Biographie einige weitere Unterschiede und auch Gemeinsamkeiten herausgestellt. Es beginnt schon mit den Personen. Die Lisa im Land des Lächelns heißt in der ersten Fassung noch Lea und Gustl hieß damals Claudius. Modetänze wie Shimmy und Foxtrott wurden vom Original nicht in das Land des Lächelns übernommen. Diese passten nicht in den opernhaften Stil der Neufassung. Folgende Lieder wurden vom Original übernommen: Freunderl mach dir nichts draus, Immer nur Lächeln, Wenn die Chrysanthemen blühen und Von Apfelblüten einen Kranz. Das Duett Es hängt der Himmel voller Geigen aus der Gelben Jacke wurde umgetextet und in der Partitur von Nr. 14 (alt) auf Nr. 4 verlegt. Es heißt seither Bei einem Tee a deux. Neukompositionen im Land des Lächelns sind u. a. das Duett Wer hat die Liebe uns ins Herz gesenkt und das Lied Märchen vom Glück. Die aus dem Original übernommenen Finali und Chöre wurden zum Teil deutlich gekürzt. Außerdem endete die ursprüngliche Handlung noch mit einem Happy End.

## Tonträger
Im Lauf der Jahrzehnte entstanden zahlreiche Einspielungen des Werkes auf Schallplatte bzw. CD. Beispielhaft seinen hier erwähnt:
- 1953 entstand die Aufnahme mit dem Philharmonia Orchestra unter Otto Ackermann mit Elisabeth Schwarzkopf, Nicolai Gedda, Erich Kunz und Emmy Loose. Es gibt auch auf CD mehrere Wiederveröffentlichungen, zuletzt bei Warner Classics.
- 1967 entstand eine Aufnahme mit dem Symphonie-Orchester Graunke und dem Chor des Bayerischen Rundfunks. Die Gesamtleitung hatte Willy Mattes. Als Solisten wirkten Anneliese Rothenberger, Nicolai Gedda, Renate Holm, Harry Friedauer und Jobst Moeller mit. Im Jahr 2012 kam diese Einspielung als CD unter dem Label Cologne Collection heraus.
- 2006 entstand eine Aufnahme mit dem Münchner Rundfunkorchester und erneut mit dem Chor des Bayerischen Rundfunks. Die Gesamtleitung hatte Ulf Schirmer. Mitwirkende waren: Camilla Nylund, Julia Bauer, Piotr Beczala, Alexander Kaimbacher, Alfred Berg und Theodor Weimer. Die CD erschien beim Label CPO.

## Verfilmungen
- Die erste Filmversion der Operette entstand 1930. Unter der Regie von Max Reichmann spielten Richard Tauber, Mary Losseff und Margit Suchy die Hauptrollen. Es war der erste internationale Erfolg des deutschen Tonfilms.
- 1952 wurde das Werk von der Berolina in Farbe verfilmt. Unter der Regie von Hans Deppe und Erik Ode sah man das Ehepaar Marta Eggerth und Jan Kiepura in den Hauptrollen. Es war ihr letzter gemeinsamer Film. Weitere tragende Rollen spielten Walter Müller und Paul Hörbiger. Lehárs Musik war nur in einer Bearbeitung von Alois Melichar zu hören. Siehe dazu Das Land des Lächelns (1952).
- 1961 gab es eine Fernsehverfilmung mit Gerhard Riedmann (gesungen von Fritz Wunderlich) und Ernst Stankovski als Gustl.
- 1974 eine Fernsehfassung mit René Kollo (Sou-Chong), Birgit Sarata (Lisa), Dagmar Koller (Mi) und Heinz Zednik (Gustl), Dirigent: Wolfgang Ebert, Regie: Arthur Maria Rabenalt.